# Thagria ficta
Thagria ficta är en insektsart som beskrevs av Nielson 1977. Thagria ficta ingår i släktet Thagria och familjen dvärgstritar. Inga underarter finns listade i Catalogue of Life.